# Dál nAraidi

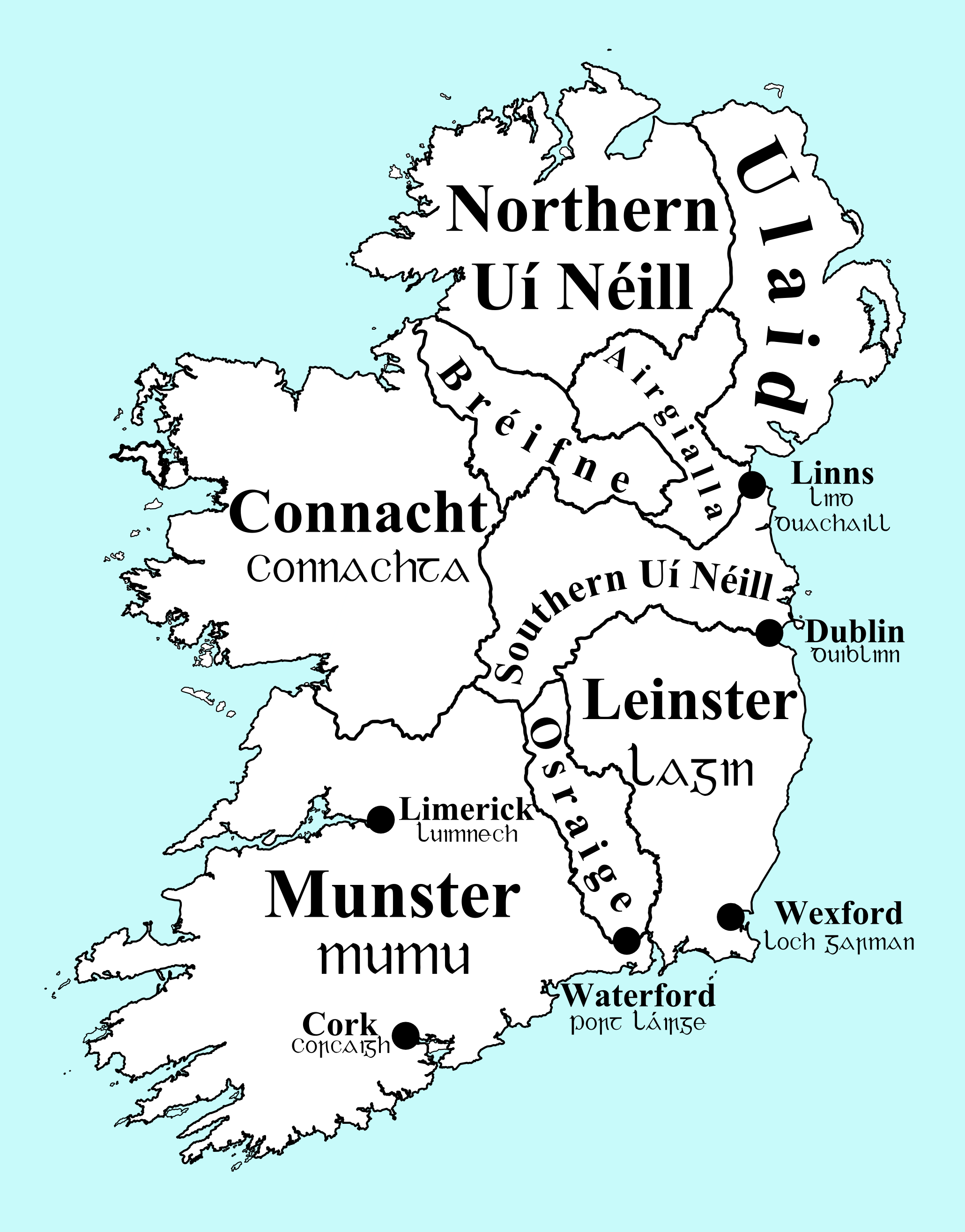
Irlandia ok. 900 r.

Dál nAraidi lub Dál nAraide (zlatyniz. Dalaradia) – średniowieczne irlandzkie królestwo ludu Cruithni i dynastia na wschód od Jeziora Neagh w Ulsterze na terenie obecnego południowego hrabstwa Antrim w Irlandii Północnej.
Nazwa powstała od imienia Fiachy Araide, legendarnego króla Ulsteru oraz potomka herosa Conalla Cernacha. Dál nAraidi wchodziło, obok Dál Fiatach i Dál Riaty, w skład Ulaidu. Królowie walczyli z Dál Fiatach o zwierzchnią władzę nad krainą Ulaidem przez kilka stuleci. Prawdopodobnie Dál nAraidi istniało obok luźnej konfederacji małych królestw ludu Cruithni, aż do VIII w. Rok 563 był rokiem przełomowym dla tego ludu, bowiem siedmiu ich królów poległo w bitwie pod Móin Dairi Lothair z północnymi Uí Néill. Cruithni wycofali się na wschód od rzeki Bann, gdzie wymieszali się ze swymi krewnymi Dál nAraidi. Po tym czasie Uí Néill zdobyli kontrolę nad terytoriami na zachód od rzeki Bann. 
Congal Cláen (inaczej zwany Congal Caéch) pojawił się w traktacie z VII w., jako król Tary. Pomimo tego królowie Dál nAraidi nie zdołali przełamać dominacji Dál Fiatach. Spośród wielu królów Ulsteru, tylko jedenastu wywodziło się z Dál nAraidi, a trzech z Dál Echach Cobo, młodszych krewnych.